# Galliano (banda)
Galliano foi uma banda de acid jazz britânica, formada em 1988, em Londres, pelo DJ  Rob Gallagher (vocais), Constatine Weir (vocais), e Crispin Robinson (percussão). Outros colaboradores habituais do grupo foram Valerie Etienne (vocais), Mick Talbot (teclado; ex-membro dos Style Council), Crispin Taylor (bateria), Mark Vandergucht (guitarra) e  Ernie McKone (baixo).
Foi a primeira a banda a assinar com a editora de acid jazz Talkin' Loud, criada por Eddie Piller e Gilles Peterson. O grupo atingiu o auge do seu sucesso em 1992, com o álbum  The Plot Thickens, uma fusão de jazz e soul urbano. 
Em 1997, o grupo fez o tema de abertura do filme 187, protagonizado por Samuel L. Jackson. A música Slack Hands está incluída no álbum 4, de 1996.

## Discografia
- In pursuit of the 13th note, (1991 )
- A joyful noise unto the Creator, (1992)
- What Colour Our Flag, (1994)
- The Plot Thickens, (1994)
- Thicker Plot (remixes 93-94)
- 4 (Four), (1996 )
- Live at Liquid Rooms (Tokyo), (1997)